# Giáo phận vương quyền Liège
Giáo phận vương quyền Liege hay Thân vương quốc Liege, Công quốc Liege, là một lãnh địa giáo phận vương quyền trong Đế quốc La Mã Thần thánh với lãnh thổ nằm phần lớn trong Vương quốc Bỉ và một phần nhỏ thuộc Vương quốc Hà Lan ngày nay. Thời Trung Cổ, người cai trị lãnh địa này là một giám mục vương quyền, đồng thời cũng là một Tuyển đế hầu của Đế quốc La Mã Thần thánh.
Các giám mục Liege nhận được tước vị giám mục vương quyền từ năm 980, khi Giám mục Liege bấy giờ là Notger nhận quyền kiểm soát thế tục ở "Bá quốc Huy" từ Hoàng đế La Mã thần thánh Otto II. Tình trạng thế tục này tiếp tục được duy trì bởi những người kế vị ông cho đến Cách mạng Pháp, và trong suốt thời gian gần 8 thế kỷ, Giám mục vương quyền Liege đã thành công trong việc duy trì sự tự trị cho lãnh địa của mình, mặc dù về mặt lý thuyết nó là một phần của Đế chế La Mã thần thánh.
Trong suốt thời Trung cổ, Giáo phận vương quyền Liege được mở rộng hơn với các thương vụ mua và sáp nhập một số lãnh thổ như: Lãnh địa Bouillon năm 1096 (nhượng lại cho Pháp năm 1678), mua lại Bá quốc Loon năm 1366 và Bá quốc Horne năm 1568. Dưới thời trị vì của Notger, người sáng lập ra công quốc, Liege phát triển rực rỡ, đến thế kỷ XI, thành phố thực sự được gọi là Athens của miền Bắc, 7 giám mục tiếp theo đã tiếp tục duy trì di sản của Notger, nền giáo dục của Liege đã đóng góp cho Giáo hội Công giáo 2 Giáo hoàng, đó là Stêphanô IX và Nicôla II. Giáo phận cũng cung cấp cho Đại học Paris nhiều học giả quan trọng như William xứ Saint Thierry, Gerard xứ Liege và Godfrey xứ Fontaines.

## Liên kết
- Tư liệu liên quan tới Prince-Bishopric of Liège tại Wikimedia Commons
- Article Liège of the Catholic Encyclopedia (1910)
- Diocese of Liège at www.catholic-hierarchy.org
- Map of the Prince-Bishopric of Liège in 1789 (Northern part)
- Map of the Prince-Bishopric of Liège in 1789 (Southern part)